# Kim Yong-jae
Kim Yong Jae (né le 7 septembre 1952) est un diplomate et homme politique nord-coréen. Il a été l'ambassadeur de la Corée du nord en Russie et est actuellement le ministre des relations économiques extérieures de la Corée du Nord.